# Одобеляк
Одобеля́к (рос. Одобеляк, марій. Одывлак) — присілок у складі Куженерського району Марій Ел, Росія. Входить до складу Тум'юмучаського сільського поселення.

## Населення
Населення — 74 особи (2010; 85 у 2002).
Національний склад (станом на 2002 рік):
- марі — 99 %